# Lake Rotongaio (Waikato)
Der Lake Rotongaio ist ein See im östlichen Uferbereich des Lake Taupō im Taupō District der Region Waikato auf der Nordinsel von Neuseeland.

## Geographie
Der Lake Rotongaio befindet sich südlich der Rotongaio Bay, die Teil des Lake Taupō ist. Die schmalste Landstelle zwischen dem See und der Bucht ist nur rund 35 m breit. Das kleine Dorf Waitahanui ist rund 1,5 km nordöstlich zu finden und Taupō, als die größte Stadt am Lake Taupō, liegt rund 12 km nördlich entfernt. Der auf einer Höhe von 358 m liegende See umfasst eine Fläche von rund 34 Hektar und misst an seiner tiefsten Stelle rund 22 m, bei einer mittleren Tiefe von rund 10 m. Bei einer Ost-West-Ausrichtung erstreckt sich der Lake Rotongaio über eine Länge von rund 1,15 km und misst an seiner breitesten Stelle rund 420 m. Der Umfang des Sees bemisst sich auf rund 2,9 km.
Seine Wässer bezieht der See hauptsächlich von den bis zu 500 m hohen Bergen, die südlich des Lake Rotongaio liegen. Die Entwässerung des Sees findet über den rund 100 m langen Abfluss statt, der Whangaerorohea Outlet genannt wird.

## Geologie
Der Lake Rotongaio ist durch eine hydrothermale Explosion in der Nähe des Ostufers des Lake Taupō entstanden.

## Wanderweg
Von Osten nach Westen führt an der südlichen Seite des Sees ein kleiner Wanderweg entlang.